# 503 Evelyn
503 Evelyn eller 1903 LF är en asteroid i huvudbältet, som upptäcktes den 19 januari 1903 av den amerikanske astronomen Raymond Smith Dugan vid observatoriet i Heidelberg. Den är uppkallad efter upptäckarens mor Evelyn Smith Dugan.
Asteroiden har en diameter på ungefär 81 kilometer.